# Tarif Ahmed
Tarif Ahmed (sinh ngày 8 tháng 2 năm 1985) là một cầu thủ bóng đá người Ấn Độ thi đấu ở vị trí tiền đạo cho ONGC F.C. ở I-League.